# Marshall Burton
Pour les articles homonymes, voir Burton.
Marshall Burton est un dramaturge, acteur, directeur artistique et enseignant canadien.

## Biographie
Marshall Burton est né à Dalhousie, au Nouveau-Brunswick. Son père est canadien-anglais et sa mère est acadienne.

## Distinctions
Marshall Burton fut nommé l'une des cent personnes exceptionnelles de Dalhousie en 2005.
En mai 2008, il a reçu un doctorat honorifique en lettres de l'Université St. Thomas à Fredericton.
Mashall Burton fut récipiendaire de l'Ordre du Nouveau-Brunswick en 2008, pour « sa contribution au paysage culturel de la province et pour son dévouement et son engagement envers Dalhousie et l'ensemble du Nouveau‑Brunswick ». 